# Nils Bimer

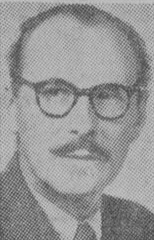
Nils Bimer

Nils Johan Bimer, född 11 augusti 1902 i Överluleå församling, Norrbottens län, död 19 augusti 1982 i Falun, Kopparbergs län, var en svensk arkitekt.
Bimer, som var son till köpman J.A. Bimer och Hulda Häggström, avlade studentexamen i Falun 1921 samt utexaminerades från Kungliga Tekniska högskolan 1926 och från Kungliga Konsthögskolan 1936. Han var anställd på Kjell Westins arkitektkontor i Stockholm, var biträdande arkitekt vid Byggnadsstyrelsen 1937–1938. 1938 flyttade han till Sundsvall där han startade egen verksamhet. 1940 var han assistent på länsarkitektkontoret i Härnösand, blev stadsarkitekt i Kristianstads stad 1941 och var länsarkitekt i Kopparbergs län 1944–1963. Han bedrev även egen arkitektverksamhet.